# Samir Merzić
Samir Merzić (*29. červen 1984, Bosna a Hercegovina) je bosenský fotbalový obránce momentálně působící v týmu FK Velež Mostar.
Do české ligy přišel v zimě 2007, kdy uspěl na testech v Teplicích a tento severočeský klub ho angažoval. Zprvu moc nehrál ale po letní pauze se z něj stal základní článek teplické sestavy. Předtím působil v druholigovém FK Ústí nad Labem.